# Антиквар (журнал)
«Антиквар» — український кольоровий ілюстрований журнал про антикваріат, мистецтво та колекціонування.
Журнал був запущений у жовтні 2006 року видавничим домом "Профіт Прес", який очолював медіаменеджер Максим Павленко.

## Історія
Власником ВД «Профіт Прес» був київський бізнесмен Андрій Заїка, а першим  редактором «Антиквара» — галерист Леонід Комський.
«Антиквар» став першим в Україні журналом про антикваріат та колекціонування, який висвітлював широке коло тем від живопису, іконопису та скульптури до нумізматики та боністики.
Після закриття видавництва «Профіт-прес» журнал перейшов на самофінансування, однак, з огляду на специфіку тем і репутацію у мистецьких колах, дуже ретельно підходив до співпраці з рекламними агенціями.
Наразі журнал виходить у ТОВ «Видавничий дім „Антиквар“», однією з власниць якого є мистецтвознавиця, музикантка, галеристка Олена Грозовська.
Основна тема матеріалів «Антиквара» — події у галузі колекціонування та на антикварному ринку. На своїх сторінках журнал знайомить читача з найновішими тенденціями арт-ринку країни. У рамках інформаційного партнерства з Гільдією антикварів України журнал висвітлює діяльність галерей і аукціонних домів, його представники відвідують публічні заходи, як-от передаукційні виставки й аукційні торги, а також престижні арт-проєкти, презентаційні та благодійні акції Києва, Одеси, Львова, Харкова тощо. На торгах, де були виставлені сто робіт сучасного мистецтва, за участі «Антиквара» змогли зібрати мільйон гривень, які передали на протезування бійців української армії, які постраждали в зоні АТО на сході України.

Перетворившись на повноцінний видавничий дім, «Антиквар» випускає журнали, каталоги і тісно співпрацює з заповідником «Києво-Печерська лавра», а також національними театрами імені Івана Франка і Лесі Українки.

## Аудиторія і розповсюдження
Із самого початку журнал був розрахований на представників політичної, ділової, творчої еліти України. Його основними партнерами є мистецькі галереї, антикварні салони, аукціонні дома, музеї, а серед передплатників — навчальні спеціалізовані заклади України, приватні колекціонери. Редакція журналу є неодмінним учасником тематичних конференцій і мистецьких проєктів, як-от Міжнародна зброєзнавча конференція (Київ).
Розповсюджується за передплатою через будь-яке поштове відділення зв'язку або через інтернет, а також через заклади роздрібної торгівлі на всій території України і за кордоном. Журнал має офіційні представництва в США та Великій Британії. Також номери, зокрема архівні, можна замовити безпосередньо в редакції журналу.

## Колектив
До створення матеріалів журнал залучає відомих українських та зарубіжних мистецтвознавців, істориків, кураторів галерей. 
Часопис має друковану та Інтернет-версію.

### Редколегія
Друкована версія журналу «Антиквар»:
- Ганна Шерман — головна редакторка (квітень 2007 — донині) та директорка ТОВ Видавничий дім «Антиквар»

Редакція:

Науковий і літературний редактор — Тамара Васильєва

Артдиректор — Михайло Воронков

Коректор — Світлана Школьник

Контент-редактор сайту, розповсюдження і передплата друкованого видання — Ганна Терлецька

Інтеренет-версія журналу «Антиквар»:
Адміністратор сайту — Даня Фіолетов

## Спецпроєкти
Крім звичайних номерів журнал публікує спецвипуски (спецпроєкти), присвячені певній темі.

### Спецвипуски
- Журнал-монографія про даровану та іменну зброю з колекції Олександра Фельдмана
- Портал часу. Музей історичного костюма та стилю (проєкт за участі приватного музею Victoria Museum)
- Україна — Литва. Код Незалежності
- 100-ліття Данила Лідера
- «Мистецькі надра» Донбасса (вересень 2014 року)
- Искусство и революция (березень-квітень 2014 року)
- Наследие семьи Терещенко